# DEBG 1II, 17, 35
Die Lokomotiven DEBG 1II, 17, 35 waren dreiachsige Tenderlokomotiven für den Nebenbahnbetrieb. Die drei Lokomotiven gehörten zur Gattung Preußische T 7 und wurden von verschiedenen Herstellern für die Preußische Staatseisenbahnen KPEV und für Privatbetriebe ausgeliefert. Die Lokomotiven gelangten zwischen 1921 und 1929 zu Privatbahnen im Firmenverbund der Deutschen Eisenbahn-Betriebsgesellschaft. In den 1950er Jahren wurden sie ausgemustert bzw. an Privatanbieter verkauft.

## Geschichte

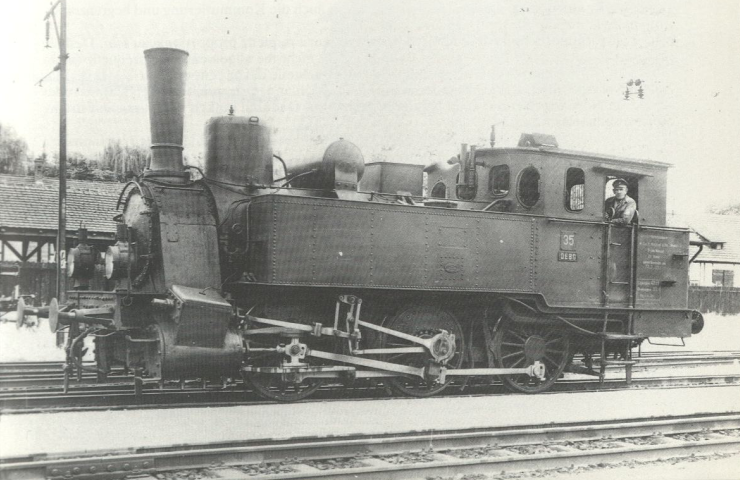
DEBG 35 auf einer Aufnahme um 1950

Die erste Preußische T 7 im Firmenverbund der DEBG war die DEBG 17. Die Lokomotive, hergestellt 1896 von Hanomag mit der Fabriknummer 2857, kam zur Gewerkschaft Marie-Luise in Neindorf. 1921 kam sie zur Bahnstrecke Wiesloch–Meckesheim. Die Lok wurde während ihrer Dienstzeit öfters an andere Bahnen der B.L.E.A.G. und der DEBG ausgeliehen. 1957 wurde sie von der Albtal-Verkehrs-Gesellschaft übernommen, 1958 wurde sie wegen Fristablauf ausgemustert.
Die nächste T7 bei der DEBG war die DEBG 35. Sie wurde von Union mit der Fabriknummer 702 an die Preußische Staatsbahn KPEV ausgeliefert und bekam bei der Deutschen Reichsbahn die Betriebsnummer 89 7861. Sie wurde 1928 an die Vorwohle-Emmerthaler Eisenbahn-Gesellschaft abgegeben und zur Einführung des Rollwagenverkehres bei der Albtalbahn 1935 dorthin versetzt.
Die Lokomotive war 1940 in einen Unfall verwickelt, als sie von einem entlaufenden Wagen schwer beschädigt wurde. Sie wurde wieder instand gesetzt und versah noch bis 1952 ihren Dienst bei der Albtalbahn. Danach wurde sie ausgemustert und 1953 verschrottet.
Die Lokomotive DEBG 1II war die älteste T7 bei der DEBG. Sie wurde von Union 1890 mit der Fabriknummer 546 hergestellt für die Preußischen Staatsbahn KPEV gebaut. 1928 wurde sie von der Deutschen Reichsbahn übernommen und erhielt die Betriebsnummer 89 7830. Sie kam 1929 zur Vorwohle-Emmerthaler Eisenbahn-Gesellschaft und wechselte in der folgenden Zeit mehrfach die Einsatzstrecken im Firmenverbund der DEBG.
Als die DEBG 35 1952 ausgemustert wurde, wurde die DEBG 1II ab 1955 Reservelok bei der Albtalbahn. 1956 erlitt die Lok einen schweren Unfall an einem der zahlreichen Übergänge, wobei die Rückfront bei einem Zusammenstoß schwer beschädigt wurde.
Die Lokomotive war jedoch unverzichtbar und wurde wieder instand gesetzt. Sie wurde bis 1960 eingesetzt und war damals mit 70 Jahren die älteste pr. T 7 der DEBG und die letzte normalspurige Dampflok der Albtalbahn.

## Technische Merkmale
Die Lokomotiven richten sich in ihrer Bauweise an die Preußische T 3, waren jedoch schwerer und leistungsstärker als diese gestaltet. Die Achsanordnung war bei den Lokomotiven fast gleich,  auch besaßen sie größere seitlich Wasserkästen und die Vorräte waren geringfügig größer. Sie besaßen einen größeren Zylinderdurchmesser und einen größeren Treibraddurchmesser. Dadurch waren die Lokomotiven auch geringfügig schneller als die T 3. Auf den Strecken der Vorwohle-Emmerthaler Eisenbahn-Gesellschaft waren 50 Achsen-Züge die Grenzlast für die Lokomotiven.